# Novamundoniscus gracilis
Novamundoniscus gracilis là một loài chân đều trong họ Dubioniscidae. Loài này được Lopes & Araujo miêu tả khoa học năm 2003.